# Нижньокамськнафтохім
«Нижньокамськнафтохім» — російська нафтохімічна компанія, найбільше профільне підприємство в Європі. Повне найменування — "Публічне акціонерне товариство «Нижньокамськнафтохім». Підприємство розташоване в Нижньокамську (Татарстан).

## Історія
У 1958 році було прийнято постанову ЦК КПРС і Ради Міністрів СРСР про будівництво в нижній течії річки Ками комплексу хімічних заводів. У 1960 році був затверджений генеральний проєкт будівництва.
Будівельні роботи на майданчику комбінату було розпочато в 1960 році; 31 липня 1967 року підприємство дало свою першу продукцію.

## Власники та керівництво
Група компаній «ТАИФ» контролює 75 % голосуючих акцій підприємства.
Генеральний директор — Бікмурзін Азат Шаукатович, призначений у 2014 році. До цього, в 1999—2013 роках, цю посаду обіймав Бусигін Володимир Михайлович. На даний час Голова Ради директорів ПАТ «Нижньокамськнафтохім» Шігабутдінов Руслан Альбертович.

## Діяльність
«Нижньокамськнафтохім» — найбільший в Росії виробник синтетичного каучуку і сировини для його синтезу. Крім каучуків загального і спеціального призначення в номенклатуру виробленої продукції входять полістирол, поліпропілен, поліетилен, окис етилену, окис пропілену, альфа-олефіни, поверхнево-активні речовини. «Нижньокамськнафтохім» став третім у світі й першим в Росії виробником галобутилкаучуків.
Починаючи з 1997 року зі складу комбінату поступово виділився нафтопереробний завод, який тепер належить ВАТ «ТАИФ-НК».
У складі компанії з 2008 року діє власне джерело електроенергії — газотурбінний енергоблок потужністю 75 МВт і тепловою потужністю 120 Гкал/год; при цьому компанія залишається найбільшим в Татарстані споживачем електричної й теплової енергії, що виробляється «Татенерго». Установка ГТУ-75 складається з трьох газових турбін MS 5001, трьох компресорів 2НМ/1 виробництва General Electric і трьох котлів-утилізаторів П-110 виробництва «ЗіО-Подольськ».
У планах НХК подальше збільшення власних енергетичних потужностей шляхом будівництва парогазової теплоелектростанції загальною потужністю 495 МВт на базі обладнання Siemens, відповідний контракт був підписаний у 2017 році.

### Показники діяльності
У 2005 компанія виробила 1,55 млн т хімічної продукції. Виручка за МСФЗ у 2008 році склала 77,8 млрд руб. (у 2007 році — 63,4 млрд руб.), чистий прибуток — 1,1 млрд руб. (3,3 млрд руб.).
За результатами річного звіту за 2015 рік, компанія перерахувала до бюджетів всіх рівнів сумарно 16 836 млн руб. податкових відрахувань, будучи одним з основних платників податків республіки. Загальна виручка склала 166,7 млрд руб. Обсяг продукції: 2,4 млн тонн. 48 % готової продукції експортується в 53 країни світу.

## Кримінал
У 1990-х на завод впливало злочинне угруповання "Мамшовські і ОПС «Татари».